# شتيفا
شتيفا (بالألمانية: Stäfa) هي إحدى بلديات مقاطعة مايلن في كانتون زيورخ في سويسرا. تُقدر مساحتها ب8.59 كيلومتر مربع، ويقدر عدد سكانها بـ 14435 نسمة (حسب تعداد ديسمبر 2017).

## أعلام
- يوهان هينريتش ماير
- إليز هونيغر